# 赤穂 (小惑星)
赤穂（あこう、4797 Ako）は、火星と木星の間の軌道を公転している小惑星のひとつ。兵庫県神崎郡大河内町（現：神河町）の南小田で発見された。
発見者のひとり川西浩陽の居住地で、赤穂浪士の地元としても知られる赤穂市に因んで命名された。